# Enceinte de Montou

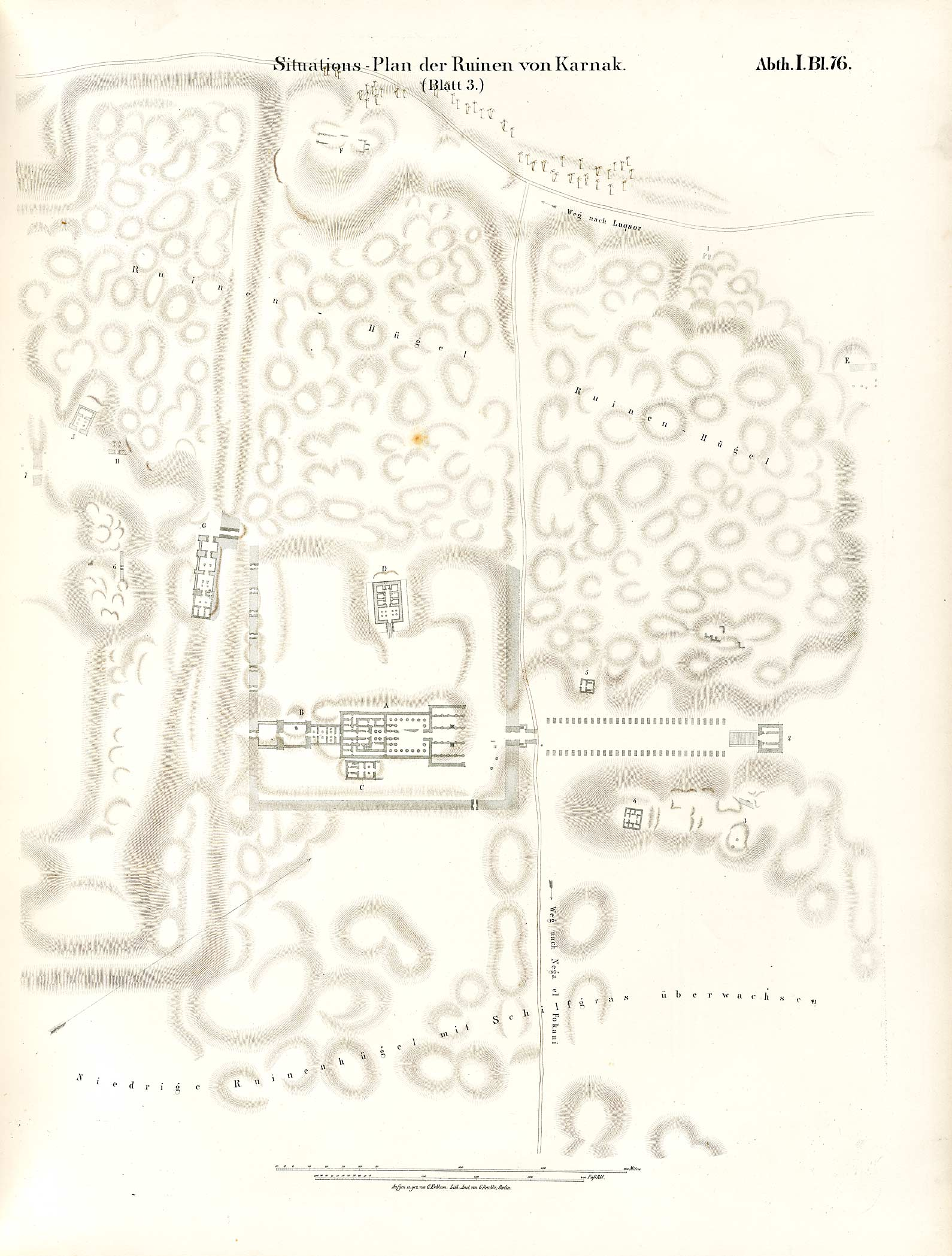
Relevé par Lepsius au XIXe siècle des ruines de Karnak nord avec au centre les vestiges de l'enceinte du temple de Montou

L'Enceinte de Montou, située au nord de Louxor en Égypte, est l'une des quatre principales enceintes qui forment l'immense ensemble de temples de Karnak. L'enceinte est dédiée au dieu égyptien Montou. Elle couvre une surface de 20 000 m2.
Faite de brique crue elle est conservée sur une bonne hauteur, elle fut restaurée par Nectanébo à la XXXe dynastie et ouvrait au nord par une porte monumentale dont le dernier état date des Ptolémées. Au sud une série de portes ouvrait l'enceinte sur une série de chapelles osiriennes de divines adoratrices de la Basse époque, qui jouxtaient la partie nord de l'enceinte d'Amon-Rê.
Les principaux monuments sont le Temple de Montou, le Temple de Harprê, le Temple de Maât, un Lac sacré et la Porte de Ptolémée III Évergète Ier et de Ptolémée IV Philopator. C'est d'ailleurs la structure la plus remarquable, on peut la voir depuis l'intérieur de l'enceinte d'Amon-Rê. On appelle également cette porte Bab el-Adb.
Cette grande porte monumentale était précédée d'un dromos et d'un quai donnant sur un canal qui reliait le domaine à celui de Montou de Médamoud plus au nord de la ville. Passé ce portail on accédait à une grande cour qui était ornée d'une colonnade datant de la période kouchite remaniée par les lagides et qui précédait le temple du dieu. Celui-ci était constitué des parties classiques du temple égyptien avec pylône, cour et salles à colonnes.
Les ruines du temple datent d'Amenhotep III qui reconstruisit le sanctuaire datant du Moyen Empire dédié à Montou-Rê. Ramsès II agrandit le temple par une avant-cour y érigeant deux obélisques. Une grande cour à portique donnait sur une salle hypostyle ouverte sur la cour, caractéristique des bâtiments du règne du grand Amenhotep III (voir la cour qu'il édifia au Temple d'Amon (Louxor)).
Suivait le sanctuaire constitué d'une salle à quatre colonnes desservant diverses chapelles du culte et donnant sur la salle de la barque qui précédait le naos du dieu.
Un contre temple dédié à Maât est célèbre pour avoir reçu le tribunal qui jugea les pilleurs de tombes royales sous Ramsès IX à la fin de la XXe dynastie.
Immédiatement à l'est du temple de Montou se trouvait un petit temple dédié à Harpré, dont la plus grande partie fut bâtie sous Achôris, pharaon de la XXIXe dynastie.
L'enceinte comprenait également un lac sacré et des bâtiments administratifs ce qui nous permet d'entrevoir ce que les enceintes cultuelles protégeaient derrière leurs puissantes murailles de briques crues.
Juste à l'est de cette enceinte ont été découverts les vestiges d'un bâtiment de l'administration fiscale antique datant au moins de Thoutmôsis Ier de la XVIIIe dynastie. Il s'agirait du bureau local du Trésorier, personnage haut placé dans l'administration égyptienne antique. Enfermé dans une enceinte, on accédait aux bâtiments par une seule entrée donnant sur le complexe administratif. Protégé lui-même par un mur ce complexe comportait les salles dans lesquelles étaient entreposées les archives comptables du royaume sur papyri ainsi que les biens précieux qui dépendaient du ministère du Trésor. C'est le seul bâtiment de cette branche importante de l'administration égyptienne antique qui ait été mis au jour actuellement et son étude se poursuit toujours.
On a également trouvé les restes de tout un quartier de l'ancienne Thèbes jouxtant la partie ouest de l'enceinte. Les maisons étaient accolées au mur de brique crue et étaient séparées par de petites ruelles tortueuses formant un vrai labyrinthe. Ces habitations, ateliers et magasins jouxtaient les enceintes divines dont le rôle, outre de protéger les sanctuaires, était également de délimiter le profane du sacré.
Toujours à proximité de cette enceinte, toujours plus à l'ouest, se trouvent les restes d'une porte de temple ou de chapelle, constitués des deux montants de la porte, décorés de reliefs qui datent de l'époque ptolémaïque ; ces vestiges sont isolés au milieu des maisons modernes du village de Karnak.
Aujourd'hui le site du domaine de Montou est très ruiné et ne se visite pas.